# Kantemirowie
Kantemirowie (także Cantemirowie) — mołdawski ród bojarski, który osiągnął największe znaczenie na przełomie XVII i XVIII w. - w tym okresie kilku członków rodu piastowało tron hospodarski w Mołdawii. 
Ród wywodził się od Tatarów osiadłych w Mołdawii i schrystianizowanych (nie jest jasne, czy istniały związki rodzinne między jego przedstawicielami a słynnym Kantymirem Murzą). Pierwszym hospodarem z rodu był Konstantyn Kantemir (hospodar 1685–1693), który panował w okresie wojny Świętej Ligi z Turcją i dążył do jej zakończenia. Najwybitniejszym przedstawicielem dynastii był jego syn Dymitr Kantemir, pisarz i historyk. Był on hospodarem mołdawskim w latach 1693 oraz 1710–1711. W tym drugim okresie podjął współpracę z Piotrem Wielkim, który prowadził wówczas wojnę z Turcją - po porażce Rosjan wyemigrował do Rosji, gdzie napisał kilka ważnych dzieł dotyczących historii Rumunii i Turcji. Jego potomkowie (m.in. syn Antioch Kantemir) pozostali w Rosji, męska linia rodu wymarła w 1820.
Literatura:
- I. Czamańska, Cantemir [w:] Słownik dynastii Europy, red. J. Dobosz, M. Seweryński, Poznań 1999, s. 92-93.
- J. Demel, Historia Rumunii, Wrocław 1970.